# Zgromadzenie Radców
Zgromadzenie Radców (arab. مجلس المستشارين المغربي) – izba wyższa parlamentu Maroka, złożona z 270 członków powoływanych na dziewięcioletnią kadencję, przy czym co trzy lata odnawiana jest 1/3 składu izby. 162 członków wybiera kolegium elektorskie, w którym zasiadają członkowie władz lokalnych i regionalnych. O obsadzie pozostałych 108 miejsc decyduje drugie kolegium, reprezentujące środowiska przemysłowe, rolnicze i związkowe. Kolegia mogą wybierać radców wyłącznie z własnego grona. Dodatkowo kandydaci muszą posiadać marokańskie obywatelstwo i mieć ukończone 30 lat. 